# گی لوی مانو
گی لوی مانو (به فرانسوی: Guy Lévis Mano) شاعر، مترجم و ناشر قرن بیستم میلادی اهل فرانسه است.